# 산베로밀리스
산베로밀리스(San Vero Milis, 사르데냐어: Sant' Eru)는 사르데냐 이탈리아 지방 오리스타노도에 있는 코무네이다. 칼리아리 북서쪽으로 약 100 킬로미터 (62 mi) 떨어져 있고, 오리스타노 북쪽으로 약 13 킬로미터 (8 mi) 떨어져 있다. 2004년 12월 31일 기준으로 인구는 2,506명이며 면적은 72.2 제곱킬로미터 (27.9 mi2)이다.
산베로밀리스는 다음 지자체와 접해 있다: 바라틸리산피에트로, 밀리스, 나르볼리아, 리오라 사르도, 트라마차, 체디아니.